# Landschotse Heide
De Landschotse Heide is een natuurgebied van 239 ha in de Nederlandse provincie Noord-Brabant, ten zuiden van Middelbeers en ten oosten van Westelbeers. Het is eigendom van het Brabants Landschap. Het wordt ook wel 'Het Wit-Holland genoemd naar het bekendste meer van de vier vennen die daar liggen. Het Wit-Holland is ook het meer waar men 's winters schaatst als dat kan.

## Geschiedenis
De Landschotse Heide maakte deel uit van een veel groter heidegebied. In 1937 was met de gemeente Oost-, West- en Middelbeers afgesproken dat het zuidelijk deel hiervan, 500 ha vochtige heidevelden, zou worden ontgonnen, maar het noordelijk deel, waarin een aantal vennen lagen, gespaard zou blijven. Na de oorlog was er een nieuwe burgemeester die de afspraak ontkende en ook het overige gebied wilde ontginnen. Hierop volgde een diplomatiek offensief door het bestuur van het Brabants Landschap, waardoor de gemeente niet kon ontginnen. Begin jaren 60 werd het zuidelijk deel van de heide ontgonnen. Pas in 1999 kon het Brabants Landschap de resterende heide voor een symbolisch bedrag verwerven.

## Vennen
Het gebied bestaat uit vochtige heide met daarin een aantal grote vennen: Keienhurk, Berkven, Wit Holland Ven, Scherpven, en Kromven. Deze vennen zijn rijk aan watervogels en steltlopers, zoals Groenpootruiter en Zwarte ruiter, en er komen 24 soorten libellen voor, waaronder de zeldzame Kempense heidelibel en de Gevlekte witsnuitlibel. De flora kenmerkt zich door Klokjesgentiaan, Oeverkruid en Moerashertshooi.
Aangrenzend in het noorden en oosten ligt de Kuikeindse Heide, wat een naaldhoutgebied is. In het westen en zuiden ligt het dal van de Grote Beerze, waarlangs zich een aantal natuurgebieden bevinden die als Dal van de Groote Beerze door het Brabants Landschap worden beheerd. Ook ligt hier de plaats Westelbeers.
Ten zuidwesten van het gebied liggen landbouwontginningen.

## Schijnboten
De Landschotse Heide heeft nog een rol gespeeld tijdens de Tweede Wereldoorlog. Op Welschap werden toen door de Duitse bezetter bommenrichters opgeleid die op de Landschotse Heide moesten oefenen in het bombarderen van schepen. Er werd daartoe een schijnhaven aangelegd en ook werden er schijnboten gebouwd. Deze bestonden uit aarden ruggen van 50 m lang en 7 m breed, met daarop een soort van houten kajuit. Een aantal van deze aarden wallen liggen er nog steeds. Ook de bunker, van waaruit waarnemingen werden verricht, is er nog te vinden. Vaak werden er betonnen bommen gebruikt die door een rookpatroon aangaven waar ze neervielen. Na de bevrijding is een groot deel van de heide ontgonnen. De boeren gebruikten de betonnen bommen om hun erf mee op te sieren.

## Externe link

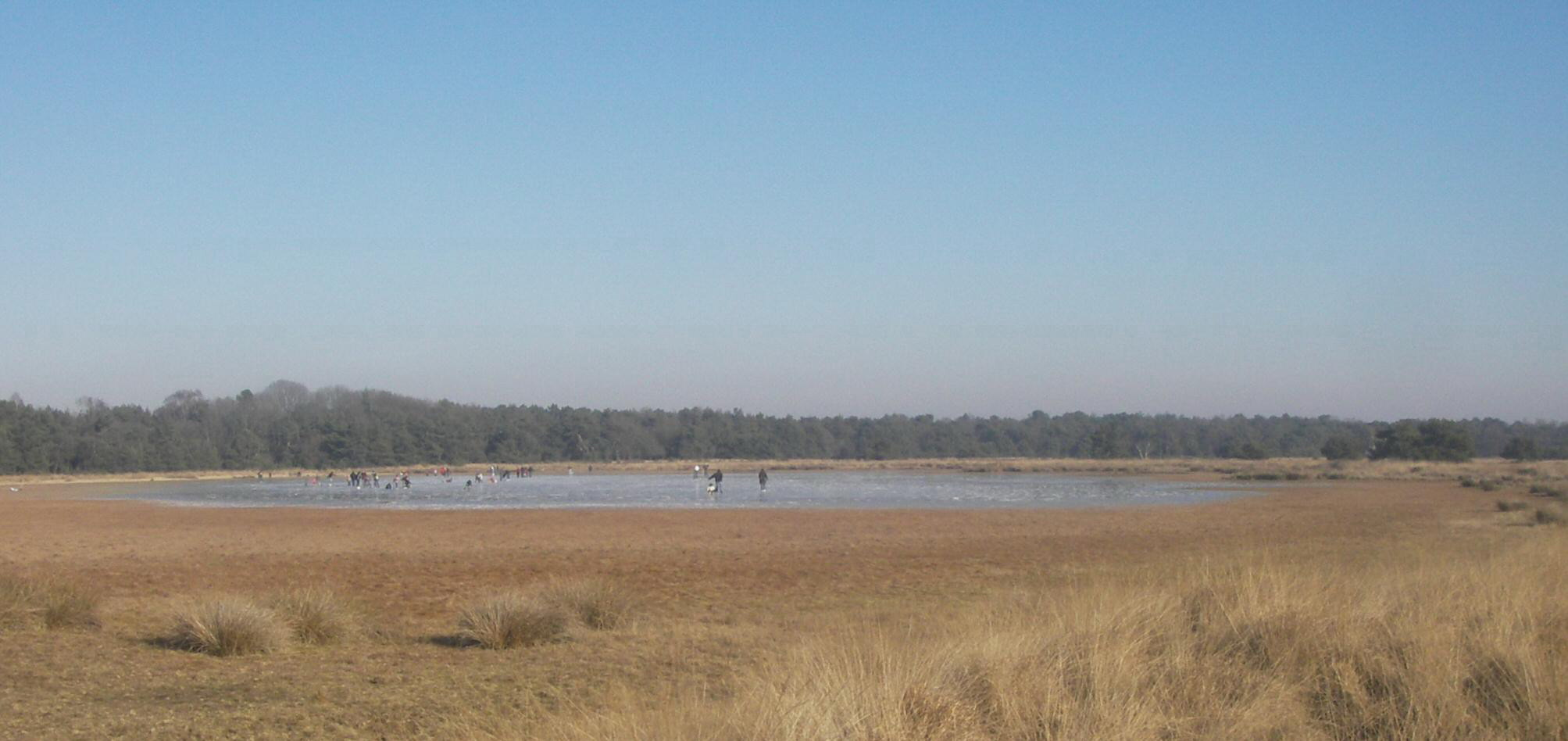
Schaatsenrijders op het Withollandven